# Лубень (Столбцовский район)
Лубень (бел. Лубе́нь) — деревня в Столбцовском районе Минской области в Беларуси. В составе Деревнянского сельсовета.

## География
Расположена в 78 км от Минска и 44 км от Столбцов.
Пролегают дороги Н-9765, Н-9767.

### Гидрография
Рядом протекает река Уса.

## История
В 1908 году в Рубежевичской волости Минского уезда Минской губернии.

## Население

### Численность
- 2009 год — 109 жителей

### Динамика
- 1908 год — 433 жителей, 61 двор[2]
- 2009 год — 109 жителей (перепись населения)[2]

## Улицы
- Новая
- Старая

## Известные лица
- Мишкевич, Михаил Вацлавович (род. 1954) — белорусский языковед. Кандидат филологических наук  (1986), доцент (1989).